# Classic Brugge-De Panne for kvinder 2021
Classic Brugge-De Panne for kvinder 2021 var den 4. udgave af det belgiske cykelløb Classic Brugge-De Panne for kvinder. Det godt 157 km lange linjeløb blev kørt den 25. marts 2021 med start i Brugge og mål i De Panne i Vestflandern. Løbet var fjerde arrangement på UCI Women's World Tour 2021.
Australske Grace Brown fra Team BikeExchange kørte alene i mål, og vandt løbet. Syv sekunder efter kom Movistar Teams dansker Emma Norsgaard Jørgensen ind på andenpladsen, da hun vandt forfølgergruppens spurt. Jolien D'Hoore fra SD Worx tog sig af tredjepladsen.

## Resultat
| \| Samlede stilling \| Samlede stilling \| Samlede stilling \| Samlede stilling \| Samlede stilling \| \| Rytter \| Rytter \| Hold \| Tid \| \| \| ---------------- \| ---------------- \| ------------------------- \| ---------------- \| ---------------- \| \| 1. \| Grace Brown \| Team BikeExchange \| 4t 03' 17" \| \| \| 2. \| Emma Norsgaard \| Movistar Team \| + 7" \| \| \| 3. \| Jolien D'Hoore \| SD Worx \| + 7" \| \| \| 4. \| Lotte Kopecky \| Liv Racing \| + 7" \| \| \| 5. \| Elisa Balsamo \| Valcar-Travel & Service \| + 7" \| \| \| 6. \| Kirsten Wild \| Ceratizit-WNT Pro Cycling \| + 7" \| \| \| 7. \| Chloe Hosking \| Trek-Segafredo \| + 7" \| \| \| 8. \| Alice Barnes \| Canyon-SRAM Racing \| + 7" \| \| \| 9. \| Amy Pieters \| SD Worx \| + 12" \| \| \| 10. \| Julie Leth \| Ceratizit-WNT Pro Cycling \| + 12" \| \| |                |                           |            |
| |                |                           |            |
| Kilder: ProCyclingStats Cycling Quotient |                |                           |            |
| Samlede stilling |                |                           |            |
| Rytter | Rytter         | Hold                      | Tid        |
| 1. | Grace Brown    | Team BikeExchange         | 4t 03' 17" |
| 2. | Emma Norsgaard | Movistar Team             | + 7"       |
| 3. | Jolien D'Hoore | SD Worx                   | + 7"       |
| 4. | Lotte Kopecky  | Liv Racing                | + 7"       |
| 5. | Elisa Balsamo  | Valcar-Travel & Service   | + 7"       |
| 6. | Kirsten Wild   | Ceratizit-WNT Pro Cycling | + 7"       |
| 7. | Chloe Hosking  | Trek-Segafredo            | + 7"       |
| 8. | Alice Barnes   | Canyon-SRAM Racing        | + 7"       |
| 9. | Amy Pieters    | SD Worx                   | + 12"      |
| 10. | Julie Leth     | Ceratizit-WNT Pro Cycling | + 12"      |

## Hold og ryttere
| translation for headoftableIII_translate index 58 not found (9)- Alé BTC Ljubljana - Team BikeExchange - Canyon-SRAM Racing - Team DSM - FDJ-Nouvelle Aquitaine-Futuroscope - Liv Racing - Movistar Team - SD Worx - Trek-Segafredo UCI Women's Kontinentalhold (15)- A.R. Monex - Bingoal Casino-Chevalmeire - Ceratizit-WNT Pro Cycling - Cogeas-Mettler-Look Pro Cycling Team - Hitec Products - Doltcini-Van Eyck Sport-Proximus - Drops-Le col - Lotto Soudal Ladies - Multum Accountants - NXTG Racing - Parkhotel Valkenburg - Rupelcleaning-Champion lubricants - Top Girls Fassa Bortolo - Valcar-Travel & Service - Plantur-Pura |
| |

### Danske ryttere
| Danske ryttere på startlisten |                          |                           |           |
| Rygnummer                     | Rytter                   | Hold                      | Placering |
| 32                            | Amalie Dideriksen        | Trek-Segafredo            | 92        |
| 41                            | Emma Norsgaard Jørgensen | Movistar Team             | 2         |
| 94                            | Julie Leth               | Ceratizit-WNT Pro Cycling | 10        |

* DNF = gennemførte ikke

### Startliste
| Team DSM DSM | Team DSM DSM           | Team DSM DSM |
| ------------ | ---------------------- | ------------ |
| Nr.          | Rytter                 | Placering    |
| 1            | Lorena Wiebes (NED)    | 13.          |
| 2            | Georgi Pfeiffer (GBR)  | 21.          |
| 3            | Leah Kirchmann (CAN)   | 68.          |
| 4            | Franziska Koch (GER)   | 31.          |
| 5            | Julia Soek (NED)       | 93.          |
| 6            | Susanne Andersen (NOR) | 24.          |

| Liv Racing LIV | Liv Racing LIV                 | Liv Racing LIV |
| -------------- | ------------------------------ | -------------- |
| Nr.            | Rytter                         | Placering      |
| 11             | Lotte Kopecky (BEL) (landevej) | 4.             |
| 12             | Valerie Demey (BEL)            | 59.            |
| 13             | Marta Jaskulska (POL)          | 76.            |
| 14             | Jeanne Korevaar (NED)          | 30.            |
| 15             | Sabrina Stultiens (NED)        | 86.            |
| 16             | Evy Kuijpers (NED)             | 57.            |

| SD Worx SDW | SD Worx SDW                        | SD Worx SDW |
| ----------- | ---------------------------------- | ----------- |
| Nr.         | Rytter                             | Placering   |
| 21          | Jolien D'Hoore (BEL)               | 3.          |
| 22          | Elena Cecchini (ITA)               | 67.         |
| 23          | Roxane Fournier (FRA)              | 63.         |
| 24          | Christine Majerus (LUX) (landevej) | 15.         |
| 25          | Amy Pieters (NED)                  | 9.          |
| 26          | Lonneke Uneken (NED)               | DNF         |

| Trek-Segafredo TFS | Trek-Segafredo TFS       | Trek-Segafredo TFS |
| ------------------ | ------------------------ | ------------------ |
| Nr.                | Rytter                   | Placering          |
| 31                 | Shirin van Anrooij (NED) | 52.                |
| 32                 | Amalie Dideriksen (DEN)  | 92.                |
| 33                 | Lauretta Hanson (AUS)    | 12.                |
| 34                 | Chloe Hosking (AUS)      | 7.                 |
| 35                 | Ruth Winder (USA)        | 75.                |
| 36                 | Trixi Worrack (GER)      | 105.               |

| Movistar Team MOV | Movistar Team MOV               | Movistar Team MOV |
| ----------------- | ------------------------------- | ----------------- |
| Nr.               | Rytter                          | Placering         |
| 41                | Emma Norsgaard (DEN) (landevej) | 2.                |
| 42                | Aude Biannic (FRA)              | 11.               |
| 43                | Barbara Guarischi (ITA)         | 64.               |
| 44                | Sheyla Gutiérrez (ESP)          | 106.              |
| 45                | Alicia González Blanco (ESP)    | 61.               |
| 46                | Alba Teruel Ribes (ESP)         | 72.               |

| Team BikeExchange BEX | Team BikeExchange BEX      | Team BikeExchange BEX |
| --------------------- | -------------------------- | --------------------- |
| Nr.                   | Rytter                     | Placering             |
| 51                    | Jessica Allen (AUS)        | DNF                   |
| 52                    | Grace Brown (AUS)          | 1.                    |
| 53                    | Teniel Campbell (TTO)      | 47.                   |
| 54                    | Arianna Fidanza (ITA)      | 42.                   |
| 55                    | Jessica Roberts (GBR)      | DNF                   |
| 56                    | Sarah Roy (AUS) (landevej) | DNF                   |

| FDJ-Nouvelle Aquitaine-Futuroscope FDJ | FDJ-Nouvelle Aquitaine-Futuroscope FDJ | FDJ-Nouvelle Aquitaine-Futuroscope FDJ |
| -------------------------------------- | -------------------------------------- | -------------------------------------- |
| Nr.                                    | Rytter                                 | Placering                              |
| 61                                     | Stine Borgli (NOR)                     | 16.                                    |
| 62                                     | Clara Copponi (FRA)                    | 43.                                    |
| 63                                     | Eugénie Duval (FRA)                    | 51.                                    |
| 64                                     | Maëlle Grossetête (FRA)                | 56.                                    |
| 65                                     | Lauren Kitchen (AUS)                   | 94.                                    |
| 66                                     | Jade Wiel (FRA)                        | 65.                                    |

| Canyon-SRAM Racing CSR | Canyon-SRAM Racing CSR         | Canyon-SRAM Racing CSR |
| ---------------------- | ------------------------------ | ---------------------- |
| Nr.                    | Rytter                         | Placering              |
| 71                     | Alice Barnes (GBR)             | 8.                     |
| 72                     | Hannah Barnes (GBR)            | 69.                    |
| 73                     | Elise Chabbey (SUI) (landevej) | DNF                    |
| 74                     | Lisa Klein (GER)               | 104.                   |
| 75                     | Hannah Ludwig (GER)            | 91.                    |
| 76                     | Alexis Ryan (USA)              | 36.                    |

| Alé BTC Ljubljana ALE | Alé BTC Ljubljana ALE   | Alé BTC Ljubljana ALE |
| --------------------- | ----------------------- | --------------------- |
| Nr.                   | Rytter                  | Placering             |
| 81                    | Marta Bastianelli (ITA) | 66.                   |
| 82                    | Maaike Boogaard (NED)   | 70.                   |
| 83                    | Tatiana Guderzo (ITA)   | 22.                   |
| 84                    | Marlen Reusser (SUI)    | 26.                   |
| 85                    | Laura Tomasi (ITA)      | DNF                   |
| 86                    | Anna Trevisi (ITA)      | 87.                   |

| Ceratizit-WNT Pro Cycling WNT | Ceratizit-WNT Pro Cycling WNT   | Ceratizit-WNT Pro Cycling WNT |
| ----------------------------- | ------------------------------- | ----------------------------- |
| Nr.                           | Rytter                          | Placering                     |
| 91                            | Kirsten Wild (NED)              | 6.                            |
| 92                            | Maria Giulia Confalonieri (ITA) | 29.                           |
| 93                            | Marta Lach (POL) (landevej)     | 41.                           |
| 94                            | Julie Leth (DEN)                | 10.                           |
| 95                            | Lin Lea Teutenberg (GER)        | 103.                          |
| 96                            | Lisa Brennauer (GER) (landevej) | 48.                           |

| Lotto Soudal Ladies LSL | Lotto Soudal Ladies LSL  | Lotto Soudal Ladies LSL |
| ----------------------- | ------------------------ | ----------------------- |
| Nr.                     | Rytter                   | Placering               |
| 101                     | Danique Braam (NED)      | 89.                     |
| 102                     | Alana Castrique (BEL)    | DNF                     |
| 103                     | Lone Meertens (BEL)      | 46.                     |
| 105                     | Elise vander Sande (BEL) | DNF                     |
| 106                     | Jesse Vandenbulcke (BEL) | 37.                     |

| Cogeas-Mettler-Look Pro Cycling Team CGS | Cogeas-Mettler-Look Pro Cycling Team CGS | Cogeas-Mettler-Look Pro Cycling Team CGS |
| ---------------------------------------- | ---------------------------------------- | ---------------------------------------- |
| Nr.                                      | Rytter                                   | Placering                                |
| 111                                      | Tamara Dronova-Balabolina (RUS)          | DNS                                      |
| 112                                      | Iuliia Galimullina (RUS)                 | DNS                                      |
| 113                                      | Ajgul Garejeva (RUS)                     | DNS                                      |
| 114                                      | Gulnaz Khatuntseva (RUS)                 | DNS                                      |
| 115                                      | Diana Klimova (RUS) (landevej)           | DNS                                      |
| 116                                      | Marina Uvarova (RUS)                     | DNS                                      |

| A.R. Monex Women's ASA | A.R. Monex Women's ASA        | A.R. Monex Women's ASA |
| ---------------------- | ----------------------------- | ---------------------- |
| Nr.                    | Rytter                        | Placering              |
| 121                    | Marija Novolodskaja (RUS)     | 38.                    |
| 122                    | Katia Ragusa (ITA)            | 18.                    |
| 123                    | Lizbeth Salazar (MEX)         | 25.                    |
| 124                    | Arlenis Sierra (CUB)          | 17.                    |
| 125                    | Maria Vittoria Sperotto (ITA) | 100.                   |
| 126                    | Mariia Miliaeva (RUS)         | 79.                    |

| Parkhotel Valkenburg PHV | Parkhotel Valkenburg PHV  | Parkhotel Valkenburg PHV |
| ------------------------ | ------------------------- | ------------------------ |
| Nr.                      | Rytter                    | Placering                |
| 131                      | Femke Gerritse (NED)      | 80.                      |
| 132                      | Femke Markus (NED)        | 20.                      |
| 133                      | Lieke Nooijen (NED)       | DNF                      |
| 134                      | Mischa Bredewold (NED)    | 33.                      |
| 135                      | Amber van der Hulst (NED) | 32.                      |
| 136                      | Kirstie van Haaften (NED) | DNF                      |

| Valcar-Travel & Service VAL | Valcar-Travel & Service VAL | Valcar-Travel & Service VAL |
| --------------------------- | --------------------------- | --------------------------- |
| Nr.                         | Rytter                      | Placering                   |
| 141                         | Martina Alzini (ITA)        | 34.                         |
| 142                         | Elisa Balsamo (ITA)         | 5.                          |
| 143                         | Chiara Consonni (ITA)       | 58.                         |
| 144                         | Vittoria Guazzini (ITA)     | DNF                         |
| 145                         | Silvia Persico (ITA)        | 71.                         |
| 146                         | Ilaria Sanguineti (ITA)     | 62.                         |

| Bingoal-Chevalmeire CCT | Bingoal-Chevalmeire CCT   | Bingoal-Chevalmeire CCT |
| ----------------------- | ------------------------- | ----------------------- |
| Nr.                     | Rytter                    | Placering               |
| 151                     | Kelly Druyts (BEL)        | DNF                     |
| 152                     | Caren Commissaris (NED)   | DNF                     |
| 153                     | Kelly Van den Steen (BEL) | 27.                     |
| 154                     | Nathalie Bex (BEL)        | 88.                     |
| 155                     | Natalie van Gogh (NED)    | 28.                     |
| 156                     | Claudia Jongerius (NED)   | 55.                     |

| Plantur-Pura PLP | Plantur-Pura PLP                 | Plantur-Pura PLP |
| ---------------- | -------------------------------- | ---------------- |
| Nr.              | Rytter                           | Placering        |
| 161              | Ceylin del Carmen Alvarado (NED) | 53.              |
| 162              | Sanne Cant (BEL)                 | 74.              |
| 163              | Julie de Wilde (BEL)             | DNF              |
| 164              | Yara Kastelijn (NED)             | 73.              |
| 165              | Laura Süßemilch (GER)            | 60.              |
| 166              | Manon Bakker (NED)               | 102.             |

| Doltcini-Van Eyck-Proximus DVE | Doltcini-Van Eyck-Proximus DVE         | Doltcini-Van Eyck-Proximus DVE |
| ------------------------------ | -------------------------------------- | ------------------------------ |
| Nr.                            | Rytter                                 | Placering                      |
| 171                            | Minke Bakker (NED)                     | DNF                            |
| 172                            | Victoire Berteau (FRA)                 | DNF                            |
| 173                            | Dina Scavone (BEL)                     | DNF                            |
| 174                            | Christina Schweinberger (AUT)          | 98.                            |
| 175                            | Kathrin Schweinberger (AUT) (landevej) | 40.                            |
| 176                            | Marieke de Groot (NED)                 | DNF                            |

| Multum Accountants MUL | Multum Accountants MUL     | Multum Accountants MUL |
| ---------------------- | -------------------------- | ---------------------- |
| Nr.                    | Rytter                     | Placering              |
| 181                    | Ann-Sophie Duyck (BEL)     | DNF                    |
| 182                    | Rosalie Van der Wolf (NED) | DNF                    |
| 183                    | Fien Delbaere (BEL)        | 45.                    |
| 184                    | Marijke de Smedt (BEL)     | 83.                    |
| 185                    | Céline van Houtum (NED)    | 39.                    |
| 186                    | Kylie Waterreus (NED)      | 78.                    |

| Drops-Le Col DRP | Drops-Le Col DRP              | Drops-Le Col DRP |
| ---------------- | ----------------------------- | ---------------- |
| Nr.              | Rytter                        | Placering        |
| 191              | Elizabeth Bennett (GBR)       | DNF              |
| 192              | María Martins (POR)           | 35.              |
| 193              | Emilie Moberg (NOR)           | 14.              |
| 194              | Sara Penton (SWE)             | 23.              |
| 195              | Marjolein van 't Geloof (NED) | 99.              |
| 196              | Maike van der Duin (NED)      | 77.              |

| Coop-Hitec Products HPU | Coop-Hitec Products HPU  | Coop-Hitec Products HPU |
| ----------------------- | ------------------------ | ----------------------- |
| Nr.                     | Rytter                   | Placering               |
| 201                     | Caroline Andersson (SWE) | DNF                     |
| 203                     | Martine Gjøs (NOR)       | DNF                     |
| 204                     | Amalie Lutro (NOR)       | 54.                     |
| 205                     | Ann Helen Olsen (NOR)    | DNF                     |

| NXTG Racing NXG | NXTG Racing NXG       | NXTG Racing NXG |
| --------------- | --------------------- | --------------- |
| Nr.             | Rytter                | Placering       |
| 211             | Shari Bossuyt (BEL)   | DNF             |
| 212             | Mylène de Zoete (NED) | 19.             |
| 213             | Ilse Pluimers (NED)   | 81.             |
| 214             | Britt Knaven (BEL)    | DNF             |
| 215             | Charlotte Kool (NED)  | DNF             |
| 216             | Emily Wadsworth (GBR) | DNF             |

| Rupelcleaning-Champion lubricants RUP | Rupelcleaning-Champion lubricants RUP | Rupelcleaning-Champion lubricants RUP |
| ------------------------------------- | ------------------------------------- | ------------------------------------- |
| Nr.                                   | Rytter                                | Placering                             |
| 221                                   | Svenja Betz (GER)                     | DNF                                   |
| 222                                   | Antonia Gröndahl (FIN)                | 101.                                  |
| 223                                   | Mia Griffin (IRL)                     | 90.                                   |
| 224                                   | Aline Seitz (SUI)                     | 82.                                   |
| 225                                   | Alice Sharpe (IRL)                    | 84.                                   |
| 226                                   | Sara Van de Vel (BEL)                 | 85.                                   |

| Top Girls Fassa Bortolo TOP | Top Girls Fassa Bortolo TOP | Top Girls Fassa Bortolo TOP |
| --------------------------- | --------------------------- | --------------------------- |
| Nr.                         | Rytter                      | Placering                   |
| 231                         | Michela Balducci (ITA)      | 44.                         |
| 232                         | Giorgia Bariani (ITA)       | 96.                         |
| 233                         | Gaia Masetti (ITA)          | 49.                         |
| 234                         | Greta Marturano (ITA)       | 97.                         |
| 235                         | Debora Silvestri (ITA)      | 50.                         |
| 236                         | Giorgia Vettorello (ITA)    | 95.                         |

| Team DSM DSM | Team DSM DSM           | Team DSM DSM |
| ------------ | ---------------------- | ------------ |
| Nr.          | Rytter                 | Placering    |
| 1            | Lorena Wiebes (NED)    | 13.          |
| 2            | Georgi Pfeiffer (GBR)  | 21.          |
| 3            | Leah Kirchmann (CAN)   | 68.          |
| 4            | Franziska Koch (GER)   | 31.          |
| 5            | Julia Soek (NED)       | 93.          |
| 6            | Susanne Andersen (NOR) | 24.          |

| Liv Racing LIV | Liv Racing LIV                 | Liv Racing LIV |
| -------------- | ------------------------------ | -------------- |
| Nr.            | Rytter                         | Placering      |
| 11             | Lotte Kopecky (BEL) (landevej) | 4.             |
| 12             | Valerie Demey (BEL)            | 59.            |
| 13             | Marta Jaskulska (POL)          | 76.            |
| 14             | Jeanne Korevaar (NED)          | 30.            |
| 15             | Sabrina Stultiens (NED)        | 86.            |
| 16             | Evy Kuijpers (NED)             | 57.            |

| SD Worx SDW | SD Worx SDW                        | SD Worx SDW |
| ----------- | ---------------------------------- | ----------- |
| Nr.         | Rytter                             | Placering   |
| 21          | Jolien D'Hoore (BEL)               | 3.          |
| 22          | Elena Cecchini (ITA)               | 67.         |
| 23          | Roxane Fournier (FRA)              | 63.         |
| 24          | Christine Majerus (LUX) (landevej) | 15.         |
| 25          | Amy Pieters (NED)                  | 9.          |
| 26          | Lonneke Uneken (NED)               | DNF         |

| Trek-Segafredo TFS | Trek-Segafredo TFS       | Trek-Segafredo TFS |
| ------------------ | ------------------------ | ------------------ |
| Nr.                | Rytter                   | Placering          |
| 31                 | Shirin van Anrooij (NED) | 52.                |
| 32                 | Amalie Dideriksen (DEN)  | 92.                |
| 33                 | Lauretta Hanson (AUS)    | 12.                |
| 34                 | Chloe Hosking (AUS)      | 7.                 |
| 35                 | Ruth Winder (USA)        | 75.                |
| 36                 | Trixi Worrack (GER)      | 105.               |

| Movistar Team MOV | Movistar Team MOV               | Movistar Team MOV |
| ----------------- | ------------------------------- | ----------------- |
| Nr.               | Rytter                          | Placering         |
| 41                | Emma Norsgaard (DEN) (landevej) | 2.                |
| 42                | Aude Biannic (FRA)              | 11.               |
| 43                | Barbara Guarischi (ITA)         | 64.               |
| 44                | Sheyla Gutiérrez (ESP)          | 106.              |
| 45                | Alicia González Blanco (ESP)    | 61.               |
| 46                | Alba Teruel Ribes (ESP)         | 72.               |

| Team BikeExchange BEX | Team BikeExchange BEX      | Team BikeExchange BEX |
| --------------------- | -------------------------- | --------------------- |
| Nr.                   | Rytter                     | Placering             |
| 51                    | Jessica Allen (AUS)        | DNF                   |
| 52                    | Grace Brown (AUS)          | 1.                    |
| 53                    | Teniel Campbell (TTO)      | 47.                   |
| 54                    | Arianna Fidanza (ITA)      | 42.                   |
| 55                    | Jessica Roberts (GBR)      | DNF                   |
| 56                    | Sarah Roy (AUS) (landevej) | DNF                   |

| FDJ-Nouvelle Aquitaine-Futuroscope FDJ | FDJ-Nouvelle Aquitaine-Futuroscope FDJ | FDJ-Nouvelle Aquitaine-Futuroscope FDJ |
| -------------------------------------- | -------------------------------------- | -------------------------------------- |
| Nr.                                    | Rytter                                 | Placering                              |
| 61                                     | Stine Borgli (NOR)                     | 16.                                    |
| 62                                     | Clara Copponi (FRA)                    | 43.                                    |
| 63                                     | Eugénie Duval (FRA)                    | 51.                                    |
| 64                                     | Maëlle Grossetête (FRA)                | 56.                                    |
| 65                                     | Lauren Kitchen (AUS)                   | 94.                                    |
| 66                                     | Jade Wiel (FRA)                        | 65.                                    |

| Canyon-SRAM Racing CSR | Canyon-SRAM Racing CSR         | Canyon-SRAM Racing CSR |
| ---------------------- | ------------------------------ | ---------------------- |
| Nr.                    | Rytter                         | Placering              |
| 71                     | Alice Barnes (GBR)             | 8.                     |
| 72                     | Hannah Barnes (GBR)            | 69.                    |
| 73                     | Elise Chabbey (SUI) (landevej) | DNF                    |
| 74                     | Lisa Klein (GER)               | 104.                   |
| 75                     | Hannah Ludwig (GER)            | 91.                    |
| 76                     | Alexis Ryan (USA)              | 36.                    |

| Alé BTC Ljubljana ALE | Alé BTC Ljubljana ALE   | Alé BTC Ljubljana ALE |
| --------------------- | ----------------------- | --------------------- |
| Nr.                   | Rytter                  | Placering             |
| 81                    | Marta Bastianelli (ITA) | 66.                   |
| 82                    | Maaike Boogaard (NED)   | 70.                   |
| 83                    | Tatiana Guderzo (ITA)   | 22.                   |
| 84                    | Marlen Reusser (SUI)    | 26.                   |
| 85                    | Laura Tomasi (ITA)      | DNF                   |
| 86                    | Anna Trevisi (ITA)      | 87.                   |

| Ceratizit-WNT Pro Cycling WNT | Ceratizit-WNT Pro Cycling WNT   | Ceratizit-WNT Pro Cycling WNT |
| ----------------------------- | ------------------------------- | ----------------------------- |
| Nr.                           | Rytter                          | Placering                     |
| 91                            | Kirsten Wild (NED)              | 6.                            |
| 92                            | Maria Giulia Confalonieri (ITA) | 29.                           |
| 93                            | Marta Lach (POL) (landevej)     | 41.                           |
| 94                            | Julie Leth (DEN)                | 10.                           |
| 95                            | Lin Lea Teutenberg (GER)        | 103.                          |
| 96                            | Lisa Brennauer (GER) (landevej) | 48.                           |

| Lotto Soudal Ladies LSL | Lotto Soudal Ladies LSL  | Lotto Soudal Ladies LSL |
| ----------------------- | ------------------------ | ----------------------- |
| Nr.                     | Rytter                   | Placering               |
| 101                     | Danique Braam (NED)      | 89.                     |
| 102                     | Alana Castrique (BEL)    | DNF                     |
| 103                     | Lone Meertens (BEL)      | 46.                     |
| 105                     | Elise vander Sande (BEL) | DNF                     |
| 106                     | Jesse Vandenbulcke (BEL) | 37.                     |

| Cogeas-Mettler-Look Pro Cycling Team CGS | Cogeas-Mettler-Look Pro Cycling Team CGS | Cogeas-Mettler-Look Pro Cycling Team CGS |
| ---------------------------------------- | ---------------------------------------- | ---------------------------------------- |
| Nr.                                      | Rytter                                   | Placering                                |
| 111                                      | Tamara Dronova-Balabolina (RUS)          | DNS                                      |
| 112                                      | Iuliia Galimullina (RUS)                 | DNS                                      |
| 113                                      | Ajgul Garejeva (RUS)                     | DNS                                      |
| 114                                      | Gulnaz Khatuntseva (RUS)                 | DNS                                      |
| 115                                      | Diana Klimova (RUS) (landevej)           | DNS                                      |
| 116                                      | Marina Uvarova (RUS)                     | DNS                                      |

| A.R. Monex Women's ASA | A.R. Monex Women's ASA        | A.R. Monex Women's ASA |
| ---------------------- | ----------------------------- | ---------------------- |
| Nr.                    | Rytter                        | Placering              |
| 121                    | Marija Novolodskaja (RUS)     | 38.                    |
| 122                    | Katia Ragusa (ITA)            | 18.                    |
| 123                    | Lizbeth Salazar (MEX)         | 25.                    |
| 124                    | Arlenis Sierra (CUB)          | 17.                    |
| 125                    | Maria Vittoria Sperotto (ITA) | 100.                   |
| 126                    | Mariia Miliaeva (RUS)         | 79.                    |

| Parkhotel Valkenburg PHV | Parkhotel Valkenburg PHV  | Parkhotel Valkenburg PHV |
| ------------------------ | ------------------------- | ------------------------ |
| Nr.                      | Rytter                    | Placering                |
| 131                      | Femke Gerritse (NED)      | 80.                      |
| 132                      | Femke Markus (NED)        | 20.                      |
| 133                      | Lieke Nooijen (NED)       | DNF                      |
| 134                      | Mischa Bredewold (NED)    | 33.                      |
| 135                      | Amber van der Hulst (NED) | 32.                      |
| 136                      | Kirstie van Haaften (NED) | DNF                      |

| Valcar-Travel & Service VAL | Valcar-Travel & Service VAL | Valcar-Travel & Service VAL |
| --------------------------- | --------------------------- | --------------------------- |
| Nr.                         | Rytter                      | Placering                   |
| 141                         | Martina Alzini (ITA)        | 34.                         |
| 142                         | Elisa Balsamo (ITA)         | 5.                          |
| 143                         | Chiara Consonni (ITA)       | 58.                         |
| 144                         | Vittoria Guazzini (ITA)     | DNF                         |
| 145                         | Silvia Persico (ITA)        | 71.                         |
| 146                         | Ilaria Sanguineti (ITA)     | 62.                         |

| Bingoal-Chevalmeire CCT | Bingoal-Chevalmeire CCT   | Bingoal-Chevalmeire CCT |
| ----------------------- | ------------------------- | ----------------------- |
| Nr.                     | Rytter                    | Placering               |
| 151                     | Kelly Druyts (BEL)        | DNF                     |
| 152                     | Caren Commissaris (NED)   | DNF                     |
| 153                     | Kelly Van den Steen (BEL) | 27.                     |
| 154                     | Nathalie Bex (BEL)        | 88.                     |
| 155                     | Natalie van Gogh (NED)    | 28.                     |
| 156                     | Claudia Jongerius (NED)   | 55.                     |

| Plantur-Pura PLP | Plantur-Pura PLP                 | Plantur-Pura PLP |
| ---------------- | -------------------------------- | ---------------- |
| Nr.              | Rytter                           | Placering        |
| 161              | Ceylin del Carmen Alvarado (NED) | 53.              |
| 162              | Sanne Cant (BEL)                 | 74.              |
| 163              | Julie de Wilde (BEL)             | DNF              |
| 164              | Yara Kastelijn (NED)             | 73.              |
| 165              | Laura Süßemilch (GER)            | 60.              |
| 166              | Manon Bakker (NED)               | 102.             |

| Doltcini-Van Eyck-Proximus DVE | Doltcini-Van Eyck-Proximus DVE         | Doltcini-Van Eyck-Proximus DVE |
| ------------------------------ | -------------------------------------- | ------------------------------ |
| Nr.                            | Rytter                                 | Placering                      |
| 171                            | Minke Bakker (NED)                     | DNF                            |
| 172                            | Victoire Berteau (FRA)                 | DNF                            |
| 173                            | Dina Scavone (BEL)                     | DNF                            |
| 174                            | Christina Schweinberger (AUT)          | 98.                            |
| 175                            | Kathrin Schweinberger (AUT) (landevej) | 40.                            |
| 176                            | Marieke de Groot (NED)                 | DNF                            |

| Multum Accountants MUL | Multum Accountants MUL     | Multum Accountants MUL |
| ---------------------- | -------------------------- | ---------------------- |
| Nr.                    | Rytter                     | Placering              |
| 181                    | Ann-Sophie Duyck (BEL)     | DNF                    |
| 182                    | Rosalie Van der Wolf (NED) | DNF                    |
| 183                    | Fien Delbaere (BEL)        | 45.                    |
| 184                    | Marijke de Smedt (BEL)     | 83.                    |
| 185                    | Céline van Houtum (NED)    | 39.                    |
| 186                    | Kylie Waterreus (NED)      | 78.                    |

| Drops-Le Col DRP | Drops-Le Col DRP              | Drops-Le Col DRP |
| ---------------- | ----------------------------- | ---------------- |
| Nr.              | Rytter                        | Placering        |
| 191              | Elizabeth Bennett (GBR)       | DNF              |
| 192              | María Martins (POR)           | 35.              |
| 193              | Emilie Moberg (NOR)           | 14.              |
| 194              | Sara Penton (SWE)             | 23.              |
| 195              | Marjolein van 't Geloof (NED) | 99.              |
| 196              | Maike van der Duin (NED)      | 77.              |

| Coop-Hitec Products HPU | Coop-Hitec Products HPU  | Coop-Hitec Products HPU |
| ----------------------- | ------------------------ | ----------------------- |
| Nr.                     | Rytter                   | Placering               |
| 201                     | Caroline Andersson (SWE) | DNF                     |
| 203                     | Martine Gjøs (NOR)       | DNF                     |
| 204                     | Amalie Lutro (NOR)       | 54.                     |
| 205                     | Ann Helen Olsen (NOR)    | DNF                     |

| NXTG Racing NXG | NXTG Racing NXG       | NXTG Racing NXG |
| --------------- | --------------------- | --------------- |
| Nr.             | Rytter                | Placering       |
| 211             | Shari Bossuyt (BEL)   | DNF             |
| 212             | Mylène de Zoete (NED) | 19.             |
| 213             | Ilse Pluimers (NED)   | 81.             |
| 214             | Britt Knaven (BEL)    | DNF             |
| 215             | Charlotte Kool (NED)  | DNF             |
| 216             | Emily Wadsworth (GBR) | DNF             |

| Rupelcleaning-Champion lubricants RUP | Rupelcleaning-Champion lubricants RUP | Rupelcleaning-Champion lubricants RUP |
| ------------------------------------- | ------------------------------------- | ------------------------------------- |
| Nr.                                   | Rytter                                | Placering                             |
| 221                                   | Svenja Betz (GER)                     | DNF                                   |
| 222                                   | Antonia Gröndahl (FIN)                | 101.                                  |
| 223                                   | Mia Griffin (IRL)                     | 90.                                   |
| 224                                   | Aline Seitz (SUI)                     | 82.                                   |
| 225                                   | Alice Sharpe (IRL)                    | 84.                                   |
| 226                                   | Sara Van de Vel (BEL)                 | 85.                                   |

| Top Girls Fassa Bortolo TOP | Top Girls Fassa Bortolo TOP | Top Girls Fassa Bortolo TOP |
| --------------------------- | --------------------------- | --------------------------- |
| Nr.                         | Rytter                      | Placering                   |
| 231                         | Michela Balducci (ITA)      | 44.                         |
| 232                         | Giorgia Bariani (ITA)       | 96.                         |
| 233                         | Gaia Masetti (ITA)          | 49.                         |
| 234                         | Greta Marturano (ITA)       | 97.                         |
| 235                         | Debora Silvestri (ITA)      | 50.                         |
| 236                         | Giorgia Vettorello (ITA)    | 95.                         |